# Dropknee World Tour
Le Dropknee World Tour, ou DKWT, est une compétition de dropknee qui fait office de championnat du monde pour cette discipline qui est une variation du bodyboard. Il est organisé annuellement par l'International Bodyboarding Association, de 2003 à 2013.

## Historique
L'IBA commence en 2003 à organiser son IBA World Tour, qui inclut une compétition de dropknee. 
Elle est remportée en 2011 par Damian King, deux ans avant qu'il ne prenne sa retraite sportive.
L'IBA est remplacée par l'Association of Professional Bodyboarders à partir de 2014, puis par l'International Bodyboarding Corporation en 2020, qui organisent leurs World Tours. 